# Yiğitcan Erdoğan
Yigitcan Erdogan (sinh 13 tháng 3 năm 1984) là một hậu vệ bóng đá thi đấu cho Adana Demirspor.